# Lindalva Justo de Oliveira
Lindalva Justo de Oliveira, FdC (20. října 1953, Assu – 9. dubna 1993, Salvador) byla brazilská římskokatolická řeholnice kongregace Milosrdných sester svatého Vincence de Paul, zavražděná poté poté, co se bránila sexuálnímu obtěžování. Katolická církev ji uctívá jako blahoslavenou mučednici.

## Život
Narodila se dne 20. října 1953 obci Assu v Brazílii jako dcera farmáře João Justa da Fé a Marie Lúcie da Fé. Její matka zemřela roku 2014 ve věku 91 let. Pokřtěna byla dne 7. ledna 1954 v kapli Olho D'Água Mons. Júliem Alvesem Bezerrou. Dne 15. prosince 1965 přijala své první svaté přijímání.
Roku 1971 začala pomáhat s výchovou svých tří synovců. Nějakou dobu žila se svým bratrem Djamlou v Natalu a roku 1979 získala diplom administrativní asistentky. Od roku 1978 pracovala v maloobchodě a také jako pokladní na čerpací stanici. Pomáhala tak také finančně zajistit svého nemocného otce.
Její otec zamřel roku 1982 na rakovinu břicha poté, co se o něj několik měsíců starala. Nedlouho poté roku 1982 zahájila technický kurz v ošetřovatelství. V roce 1986 se seznámila s kongregací sester vincentek a roku 1987 požádala o vstup do ní. Dne 28. listopadu 1987 jí arcibiskup z Natalu Nivaldo Monte udělil svátost biřmování.
Dne 28. prosince 1987 obdržela dopis od provinciální matky o jejím přijetí do řeholní kongregace. Dne 11. února 1988 zahájila v Recife svůj postulát a dne 16. července 1989 svůj noviciát v témže městě. Dne 29. ledna 1991 začala pracovat v Domově Doma Pedra II, útulku pro staré a chudé v Salvadoru. V té době složila řidičské zkoušky.
V roce 1993 byl do útulku přijat muž jménem Augusto da Silva Peixoto (*1947), který ji začal sexuálně obtěžovat, přestože se snažila si od něj držet odstup. Její okolí ji přesvědčilo aby to oznámila a 30. března 1993 jej vedoucí útulku pokárala.
Dne 9. dubna 1993 se zúčastnila křížové cesty, načež se vrátila do útulku podávat snídani. Augusto k ní přistoupil, když podávala kávu a poklepal jí na rameno. Když se otočila, vrazil do ní nůž nad klíční kost. Klesla na zem a několikrát vykřikla: "Bůh mě ochraňuj", zatímco její útočník křičel: "Měl jsem to udělat dřív!" Jeden muž se pokusil zasáhnout, ale Augusto varoval, že ti, kdo se přiblíží, budou zabiti. Augusto si poté otřel nůž od krve do oblečení a hodil ho na podlahu, než ke zděšeným svědkům zvolal: "Ona mě nechtěla!" Poté řekl přivolanému lékaři: "Můžete zavolat policii, já neuteču, udělal jsem, co bylo třeba." Jeho důvod pro její zabití byl, že nechtěla být jeho milenkou, jak požadoval.
Její pohřeb, kterému předsedal kardinál Lucas Moreira Neves, se konal 10. dubna 1993. Od 6. dubna 2014 jsou její ostatky uchovávány v jí zasvěcené kapli v Salvadoru.

## Úcta
Její beatifikační proces započal dne 19. října 1999, čímž obdržela titul služebnice Boží. Dne 6. prosince 2006 podepsal papež Benedikt XVI. dekret o jejím mučednictví.
Blahořečena pak byla dne 2. prosince 2007 na Barradão Stadium v Salvadoru. Obřadu předsedal jménem papeže Benedikta XVI. kardinál José Saraiva Martins.
Její památka je připomínána 7. ledna. Bývá zobrazována v řeholním oděvu.